# Flughafen München-Riem

i7
i11
i13
Der Flughafen München-Riem war von 1939 bis zu seiner Schließung am 16. Mai 1992 der internationale Flughafen der bayerischen Landeshauptstadt München.
Bereits 1954 wurde erkannt, dass der nur zehn Kilometer von der Münchner Innenstadt gelegene Flughafen an seine Kapazitätsgrenzen stieß und eine Erweiterung aufgrund seiner Nähe zum dicht besiedelten Stadtgebiet nicht sinnvoll war. Im Jahr 1992 wurde der Flughafen Riem daher durch den damals neu gebauten Flughafen München „Franz Josef Strauß“ ersetzt. Die Bauten des ehemaligen Flughafens wurden mit Ausnahme des Towers und der denkmalgeschützten „Wappenhalle“ abgerissen. Heute befinden sich auf dem Areal unter anderem die Messestadt Riem mit Wohn- und Geschäftskomplexen, die Neue Messe München und der Riemer Park, der aus der Bundesgartenschau 2005 hervorgegangen ist.

## Lage und Verkehrsanbindung
Der Flughafen München-Riem befand sich etwa zehn Kilometer östlich des Stadtzentrums Münchens im Stadtbezirk Trudering-Riem. Das Flughafengelände wurde tangential durch die Bundesautobahn 94 und die Bundesstraße 471 berührt, zudem führten die Straßen An der Point und Paul-Henri-Spaak-Straße zum Flughafen. Etwa einen Kilometer vom Flughafen entfernt ist der Riemer Bahnhof, der an die S-Bahn München angeschlossen ist.

## Geschichte

### Eröffnung und erste Jahre
Bereits kurze Zeit nachdem der Flugplatz Oberwiesenfeld seinen Betrieb aufgenommen hatte, wurde offensichtlich, dass dieser nicht für den weiter wachsenden Flugverkehr ausreichen würde, weil Flächen zu seiner Erweiterung fehlten. Im Jahr 1936 wurde als Standort für den neuen Flughafen ein Platz südöstlich von Riem ausgewählt und mit der Planung durch den Architekten Ernst Sagebiel begonnen, der auch für die zeitgleich entstehenden Flughäfen Tempelhof, Dresden und Stuttgart verantwortlich war. Im Jahr 1937 war Baubeginn. Die Eröffnung war für den 1. September 1939 geplant, der Flughafen war zu dieser Zeit einer der modernsten Flughäfen der Welt. Durch den Ausbruch des Zweiten Weltkriegs verzögerte sich die Betriebsaufnahme jedoch noch bis zum 25. Oktober 1939, als mit einer Junkers Ju 52/3m der Lufthansa aus Berlin der erste zivile Flug durchgeführt wurde. Zu den „Besonderen Vorkommnissen“ dieser Zeit gehörte der Abflug Adolf Hitlers in seiner Führermaschine Focke-Wulf Fw 200 am 11. November 1939, also drei Tage nachdem der Attentatsversuch von Georg Elser gescheitert war.
Der Flughafen bot eine der letzten Fluchtmöglichkeiten für die von den Nationalsozialisten verfolgten Juden in Deutschland. Der Leiter der Grenzpolizei in München-Riem war Balthasar Huber, sein Kollege von der Gestapo war Josef Böck. Bis zum generellen Ausreiseverbot für Juden ab dem 23. Oktober 1941 entschieden die beiden, wer an Bord durfte und wer nicht.
Während des Zweiten Weltkriegs war München-Riem als Fliegerhorst der Luftwaffe mit einer Fliegerhorstkommandantur belegt. Während des Westfeldzuges war die I. Gruppe des Kampfgeschwaders 51, ausgestattet mit der Junkers Ju 88 A hier stationiert. Im März/April 1941 lagen Teile des Jagdgeschwaders 27 mit der Messerschmitt Bf 109 und im Dezember 1941 die KGr. z.b.V. 500 mit der Junkers Ju 52/3m hier. Ab dem Februar 1943 mussten hier die KZ-Häftlinge des Außenlagers München-Riem (OT) die Aufräum- und Instandsetzungen von Rollbahnen und Werkstätten vornehmen. Nachdem der Platz am 9. Juni 1944 erstmals von alliierten Bombern angegriffen wurde, wurde er immer wieder Ziel von Bombenangriffen. Der zivile Luftverkehr wurde jedoch weiterhin betrieben, die einzigen am Standort vertretenen Fluggesellschaften waren Swissair und Lufthansa. Der zivile Luftverkehr endete erst am 9. April 1945, als die Flughafenanlagen bei Bombenangriffen zu 70 % zerstört waren.
Nach der Besetzung durch US-Truppen erhielt der Flughafen die Bezeichnung Advanced Landing Ground ALG R-82.

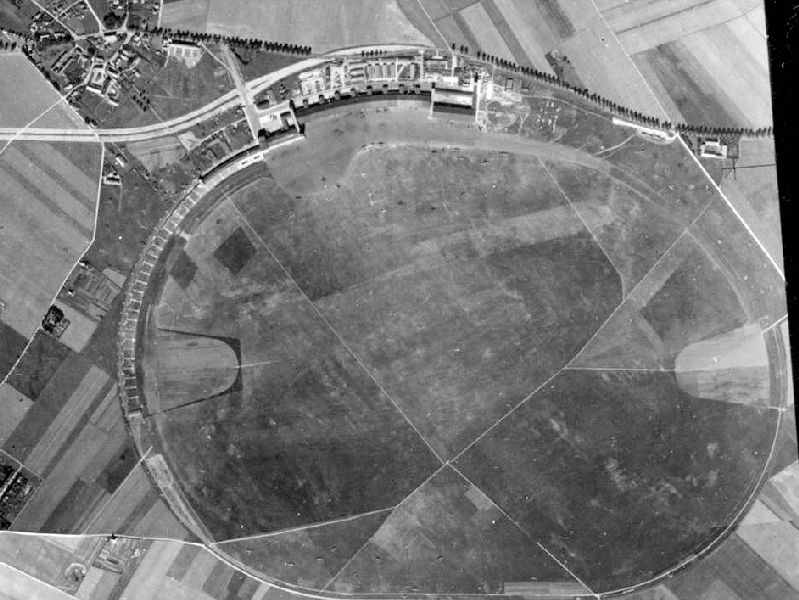
München – Flughafen Riem 1942 (Luftaufnahme)

### Nachkriegszeit
Am 9. März 1948 vereinbarten das Office of Military Government for Germany (OMGUS) und der Freistaat Bayern die Wiederaufnahme des Flugbetriebs in Riem. Als erstes Verkehrsflugzeug kam am 6. April 1948 eine Douglas DC-3 der Pan American World Airways aus London nach Riem, der damit nach dem Kriegsende der erste wieder vollständig für die zivile Luftfahrt verwendbare Flughafen in Deutschland war. Am 6. Mai 1948 nahm nach Pan Am auch die niederländische KLM Royal Dutch Airlines den Flugbetrieb auf und steuerte von hier aus Stuttgart und Amsterdam an. Am 25. Mai 1948 entschied der Münchner Stadtrat, die Betriebsführung zu gewährleisten, worauf am 22. Juni 1948 ein Vertrag mit dem OMGUS geschlossen wurde und am 9. November 1948 die Stadt München unter Leitung des US-amerikanischen Flugadministrators Charles D. Daily tatsächlich den Flugbetrieb übernahm. Am 30. Mai 1948 verließ die United States Air Force den Flughafen. Die Flughafenbetriebsgesellschaft Flughafen München-Riem GmbH wurde am 12. Oktober 1949 durch die gleichberechtigten Anteilseigner Stadt München und Freistaat Bayern gegründet, nachdem zuvor am 1. April desselben Jahres ein Vertrag zwischen der Office of Military Government und den Anteilseignern über den Betrieb des Flughafens geschlossen worden war. Zum Geschäftsführer wurde Wulf-Dieter Graf zu Castell ernannt, der diesen Posten bis 1972 innehatte.
Das ursprünglich ovale Flugfeld besaß jeweils ein befestigtes Ende in Ost-West-Richtung zum Starten von Motorflugzeugen; das westliche Ende wurde später in das Vorfeld integriert.
Unter US-Verwaltung war zunächst die Piste 08/26 ausgeschrieben, bis 1948 die Bahn 07/25 aus gelochten Stahlplatten mit 1585 Meter Länge in Betrieb genommen wurde. 1949 begann man mit dem Ausbau der Start- und Landebahn in bituminöser Bauweise auf 1907 Meter Länge und 60 Meter Breite, der am 22. November 1949 abgeschlossen werden konnte. 1954 waren neben der befestigten Landebahn 07R/25L zwei Graspisten (07L/25R und 12/30) verzeichnet.
Im Jahr 1951 begann mit einem Linienflug der KLM Royal Dutch Airlines nach New York City, der mit einer Lockheed Constellation durchgeführt wurde, das Zeitalter der transatlantischen Flüge. Am 16. August 1951 wurde die neue Empfangshalle in Betrieb genommen. Am 1. Oktober 1953 zogen erste US-Streitkräfte von Riem ab. Die Lufthansa nahm am 1. April 1955 den Flugbetrieb mit einem Linienflug von München-Riem nach Hamburg auf.

### Der Beginn des Jet-Zeitalters

Sud Aviation Caravelle der Air France, das erste Düsenverkehrsflugzeug in Riem

Im Dezember 1956 war der Flughafen München-Riem Teil einer Luftbrücke. Der Military Air Transport Service (MATS) der US Air Force brachte Flüchtlinge aus Ungarn in die Vereinigten Staaten. Dabei wurde unter anderem eine Lockheed Constellation des US-Präsidenten Dwight D. Eisenhower benutzt, die auch als Air Force One fungierte. Auf dem BEA-Flug 609 verunglückte am 6. Februar 1958 eine Airspeed AS.57 Ambassador beim Start. Unter den 23 Toten waren auch mehrere Fußballspieler des Vereins Manchester United. Um die Verwendung von Strahlflugzeugen zu ermöglichen, wurde am 4. Oktober 1957 der Ausbau bzw. die Verlängerung der Start- und Landebahn auf 2600 Meter beschlossen. Mit dem Bau wurde am 24. März 1958 begonnen; die Betriebsaufnahme fand am 29. Oktober 1958 statt. Am selben Tag landete mit einer Sud Aviation Caravelle der Air France das erste Düsenverkehrsflugzeug in München, die erste Linienflugverbindung eines Strahlflugzeugs war die am 16. Mai 1959 aufgenommene Verbindung von Skandinavien über München in den Nahen Osten durch die SAS Scandinavian Airlines, die ebenfalls mit einer Sud Aviation Caravelle durchgeführt wurde. Am 7. Dezember 1959 landete erstmals eine Boeing 707 in Riem.
Der Flugunfall vom 17. Dezember 1960 war der bisher folgenreichste: nach Ausfall eines Motors zwei Minuten nach dem Start streifte eine Convair C-131D Samaritan (Convair CV-340) der US Air Force im dichten Nebel die Spitze des Hauptturms der Paulskirche und stürzte in der Martin-Greif-Straße auf eine vollbesetzte Straßenbahn; alle 20 Personen an Bord und 32 Personen am Boden starben. Nur zwei Tage zuvor hatte die Stadt München einen neuen Vorstoß unternommen, die gefährlichen An- und Abflüge über das Stadtzentrum zu beenden. Ab März 1962 galten neue An- und Abflugrouten, wodurch das Überfliegen des Stadtkerns nun verboten war.
Im Jahr 1962 wurden zum ersten Mal mehr als eine Million Fluggäste abgefertigt. Die „Oechsle-Kommission“ begann 1963 mit der Suche nach einem neuen Standort für den Flughafen, da zum Bau neuer Start- und Landebahnen zusätzlich zu den bestehenden Einrichtungen mehrere Gemeinden im Umfeld komplett hätten umgesiedelt werden müssen. Daneben führten auch mehrere Unfälle zu dem Beschluss, einen neuen Flughafen weiter außerhalb der Stadt zu bauen und Riem zu schließen.
Im Oktober 1965 erfolgte die Inbetriebnahme einer zehn Millionen D-Mark teuren Wartungshalle für Düsenflugzeuge und die Übergabe an die Lufthansa.

### Entwicklung

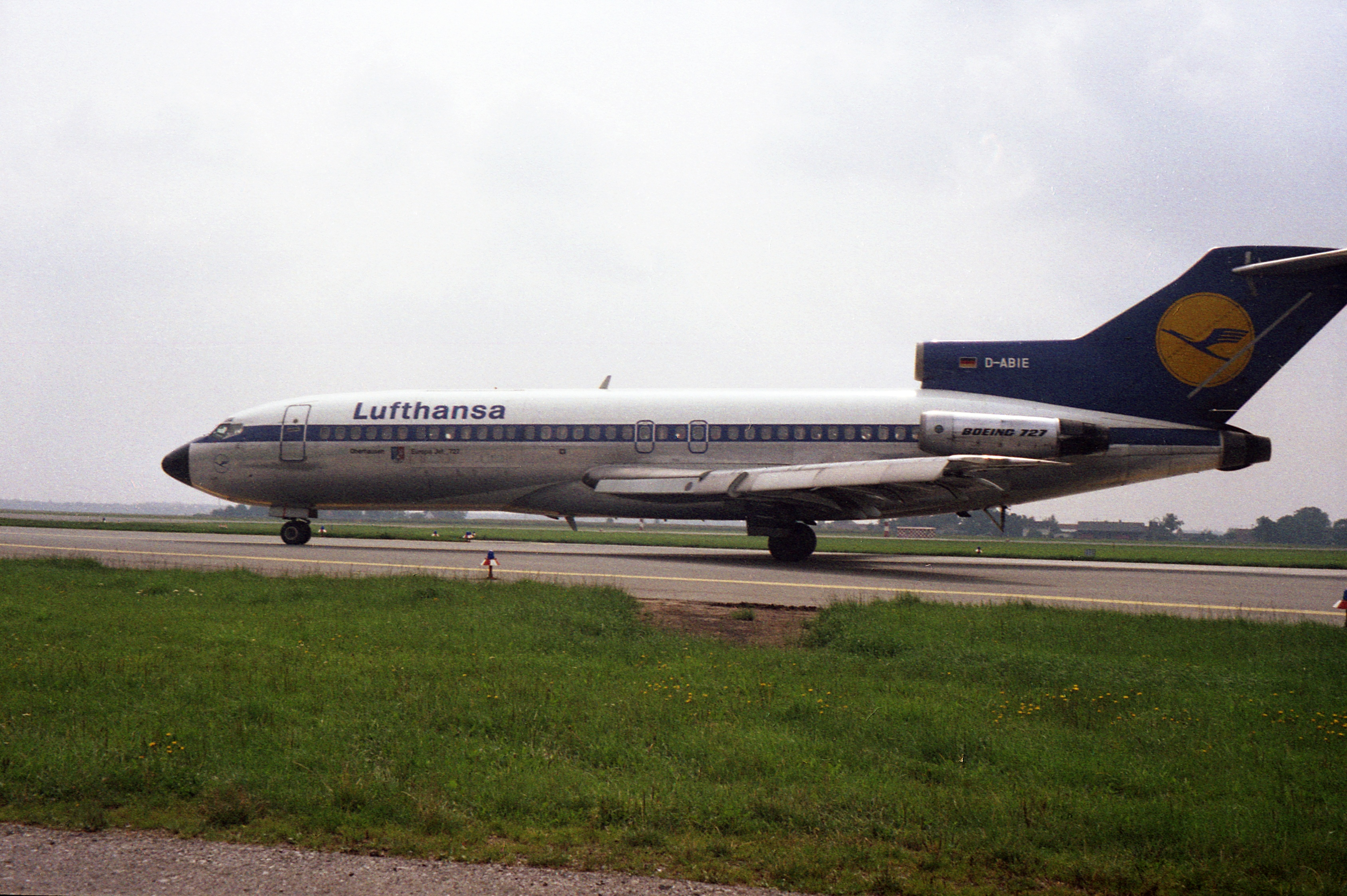
Boeing 727-100 der Lufthansa in München-Riem in den 1970er-Jahren

Im Jahr 1969 benannte sich die Flughafen München-Riem GmbH in Flughafen München GmbH um und es erfolgte ein weiterer Ausbau der Start- und Landebahn 07R/25L auf ihre endgültige Länge von 2804 m. Als Überbrückungsmaßnahme im Hinblick auf die Olympischen Sommerspiele 1972 wurde 1971 eine neue Ankunftshalle eröffnet, der Auslandswarteraum und die Abfertigungshalle vergrößert und eine Gepäck-Umschlagshalle errichtet, um bis zu sechs Millionen Fluggäste abzufertigen. Die neue ebenerdige Ankunftshalle trennte den Passagierstrom von den abfliegenden Gästen; das ursprüngliche Terminal-Gebäude diente der Abfertigung. Der Abfertigungsbereich wurde um zwei getrennte, ebenerdige Bauten für In- und Ausland erweitert, davor befanden sich sechs aufgeständerte Wartehallen mit je einer Fluggastbrücke, um bis zu drei Boeing 747 oder sechs kleinere Maschinen abzufertigen.

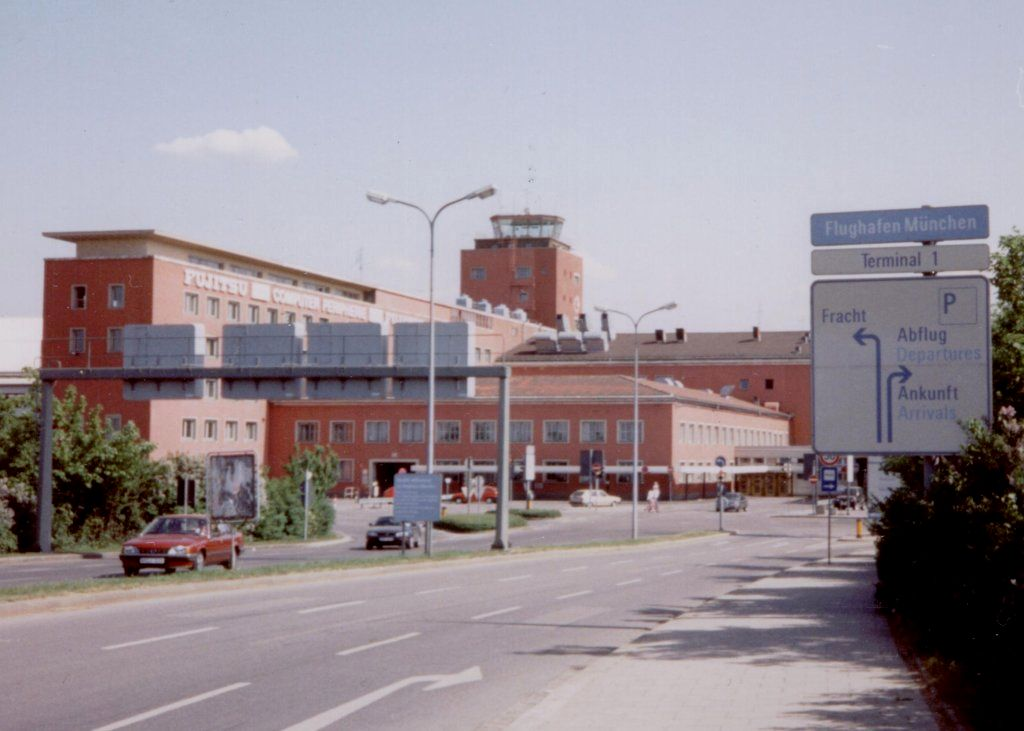
Zufahrt zum Flughafen und Hauptgebäude mit Tower 1992

In seinem letzten kompletten Betriebsjahr 1991 wurden am alten Standort 10,8 Millionen Fluggäste abgefertigt, 1992 wurde am Flughafen München die Marke von 12 Millionen Passagieren (alter und neuer Standort) überschritten. Der Flughafen München-Riem war längst an seiner Kapazitätsgrenze angelangt. Eine Erweiterung des Flughafens und ein effizientes Start- und Landebahnsystem waren schon aus Platzgründen nicht möglich; nur durch provisorische Terminalanbauten und eine eigens für die Abfertigung von Charterflügen als Terminal 2 bezeichnete und im November 1988 eingerichtete Halle konnte der Flugbetrieb bewältigt werden.

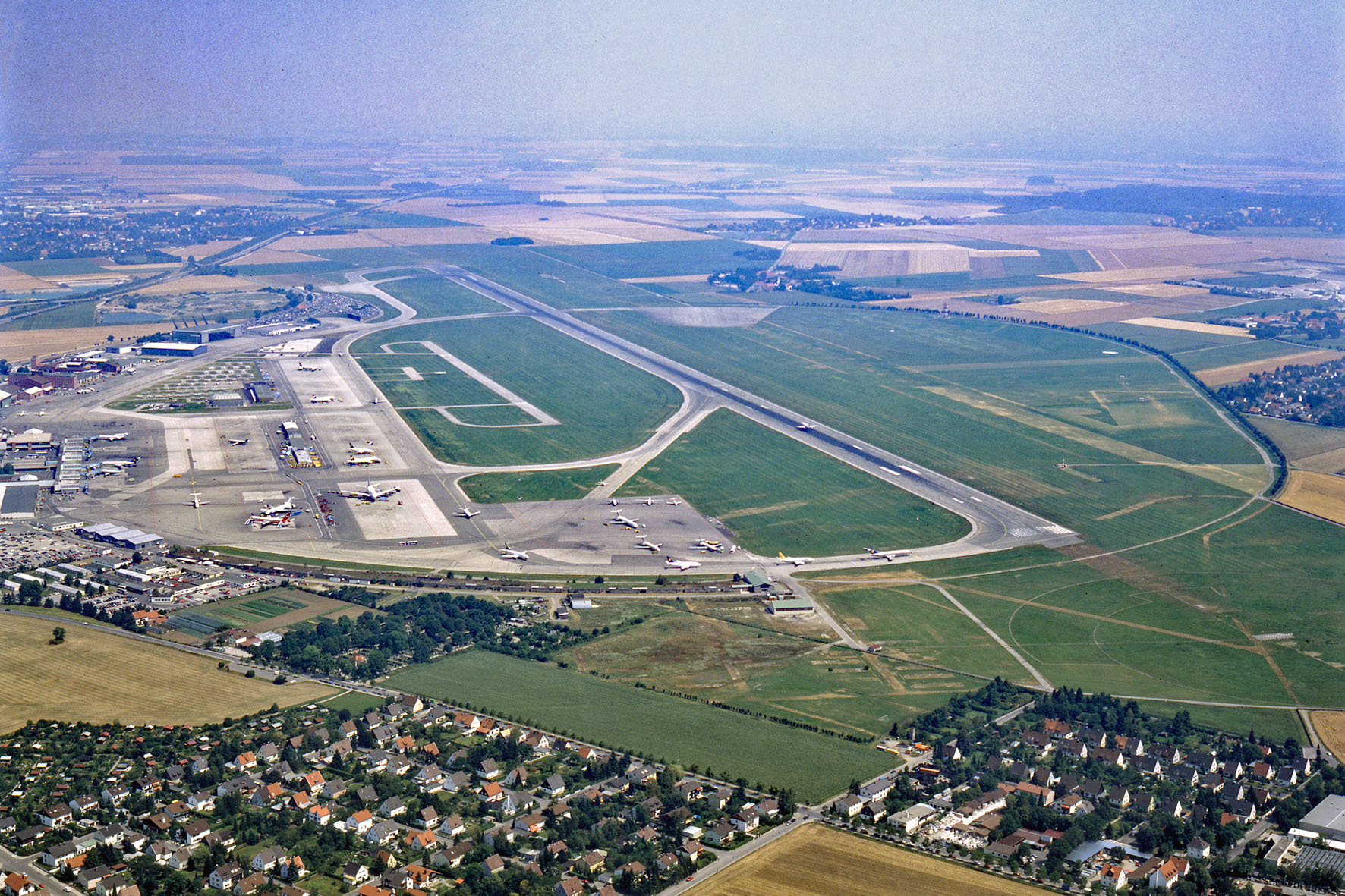
Flughafenvorfeld 1988

Am 17. Mai 1992 zog der komplette Flughafenbetrieb über Nacht zum neu erbauten Flughafen München Franz Josef Strauß im Erdinger Moos bei Freising um. Eine Boeing 737 der Deutschen Lufthansa (D-ABJD, „Freising“), die am 16. Mai 1992 gegen 22.55 Uhr mit Ziel Berlin abhob, war das letzte in Riem startende Flugzeug. Der Flughafen München-Riem wurde am 16. Mai 1992 um 24 Uhr stillgelegt, die bisherigen Flughafen-Codes MUC/EDDM wurden auf den neuen Flughafen übertragen.

## Nachnutzung

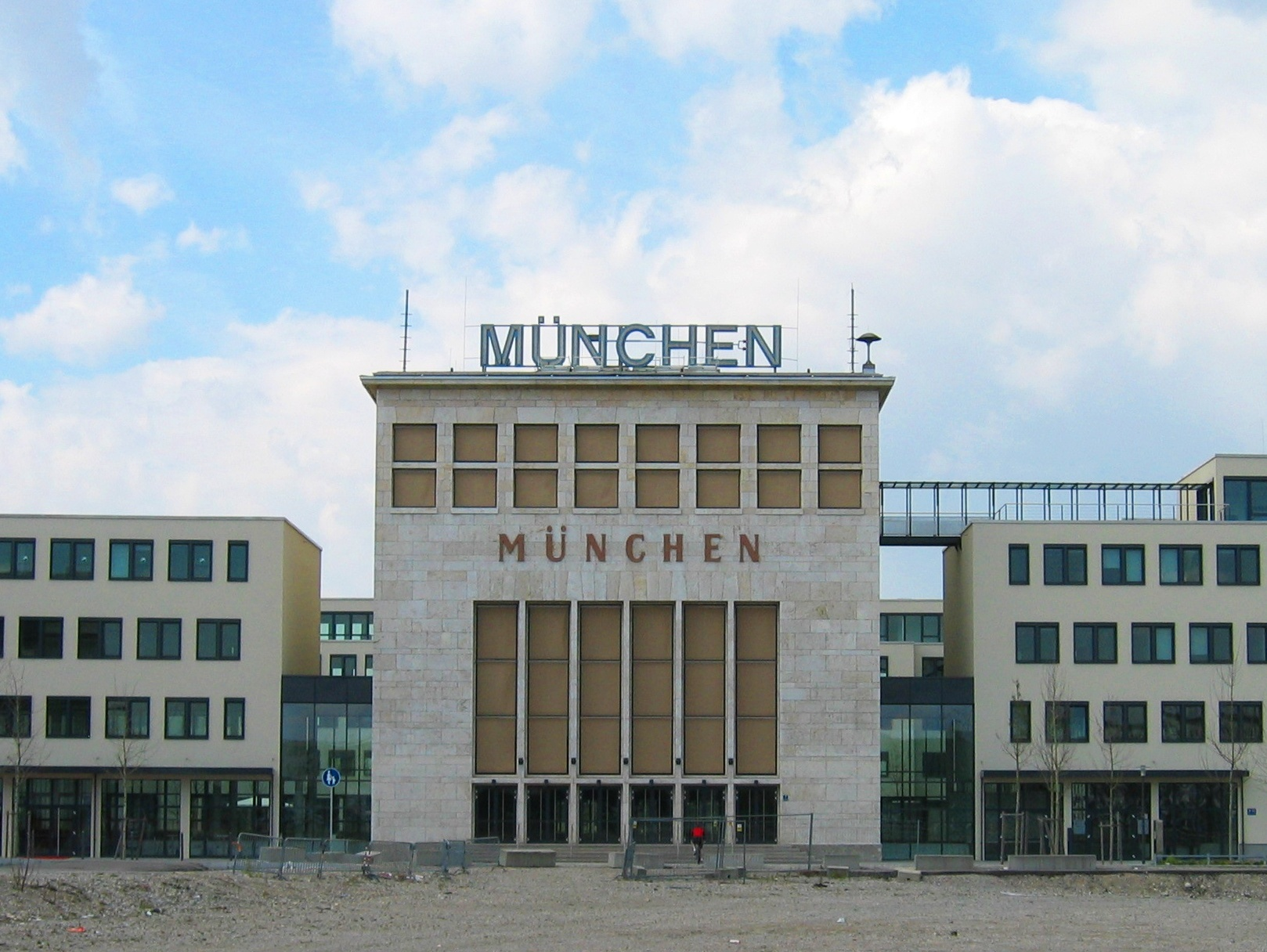
Die denkmalgeschützte Wappenhalle umgeben von Neubauten der Messestadt Riem

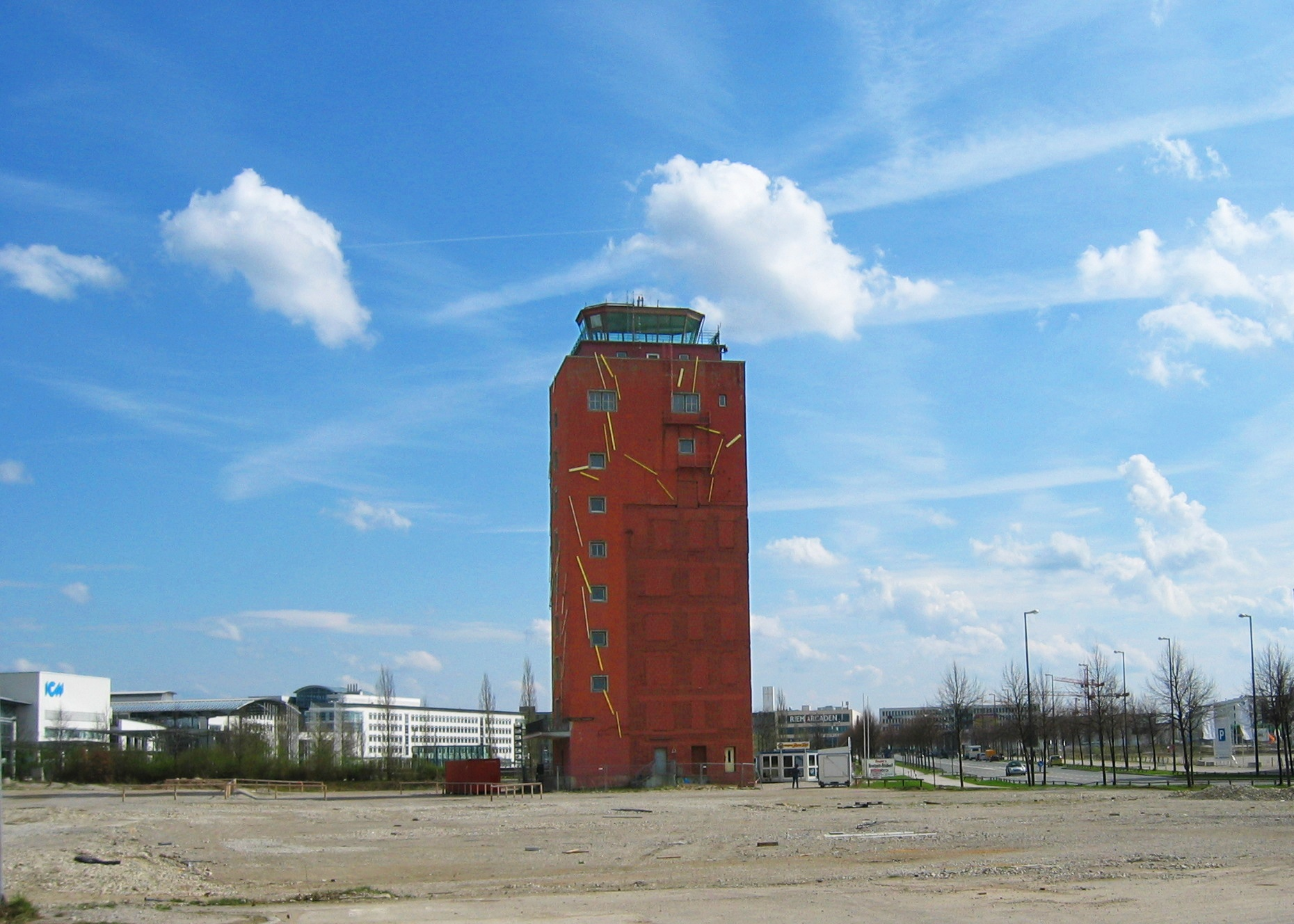
Der nach Abriss der Terminalgebäude freistehende Tower im Jahr 2006

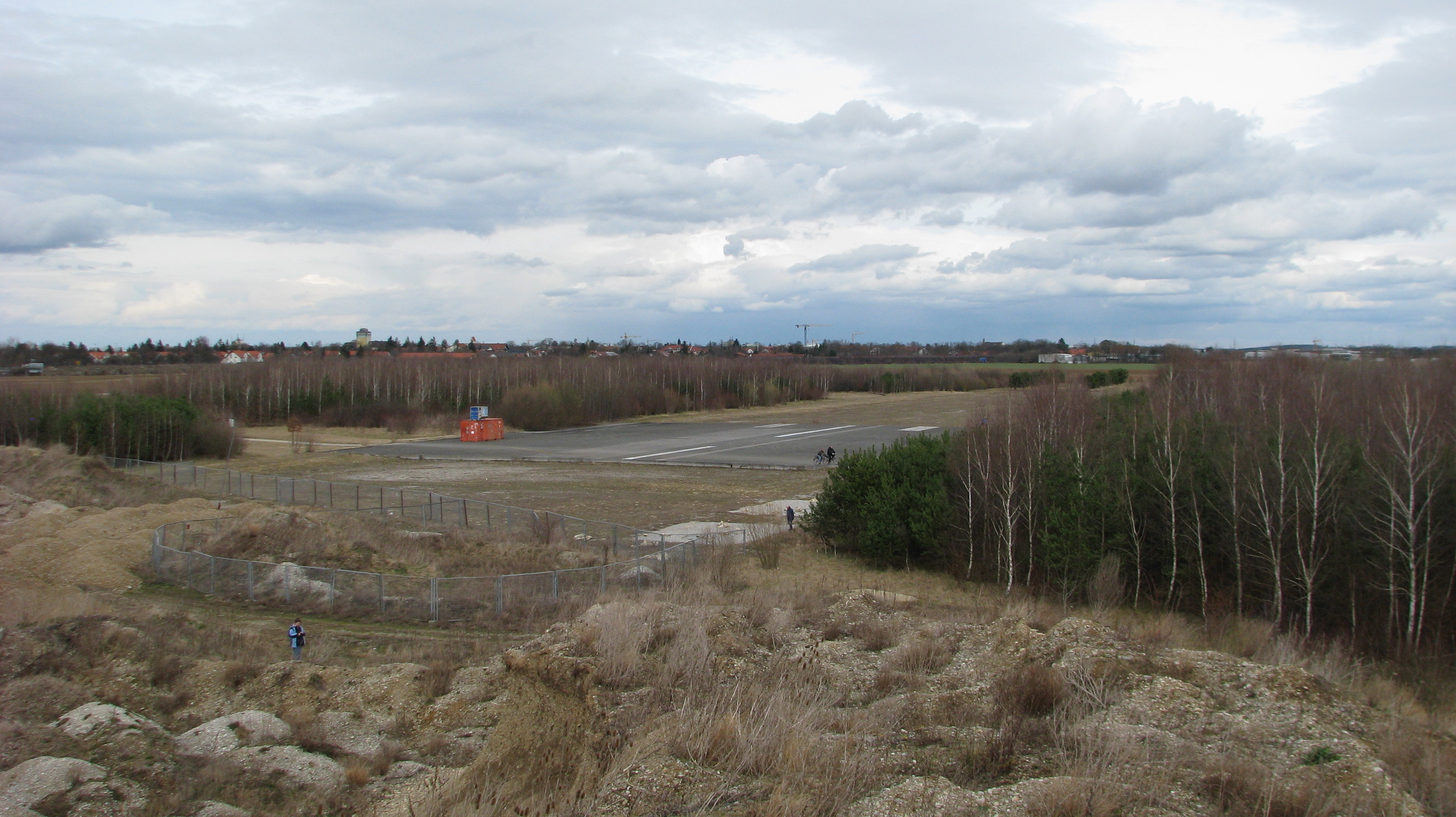
Reste der Start- und Landebahn im Jahr 2010

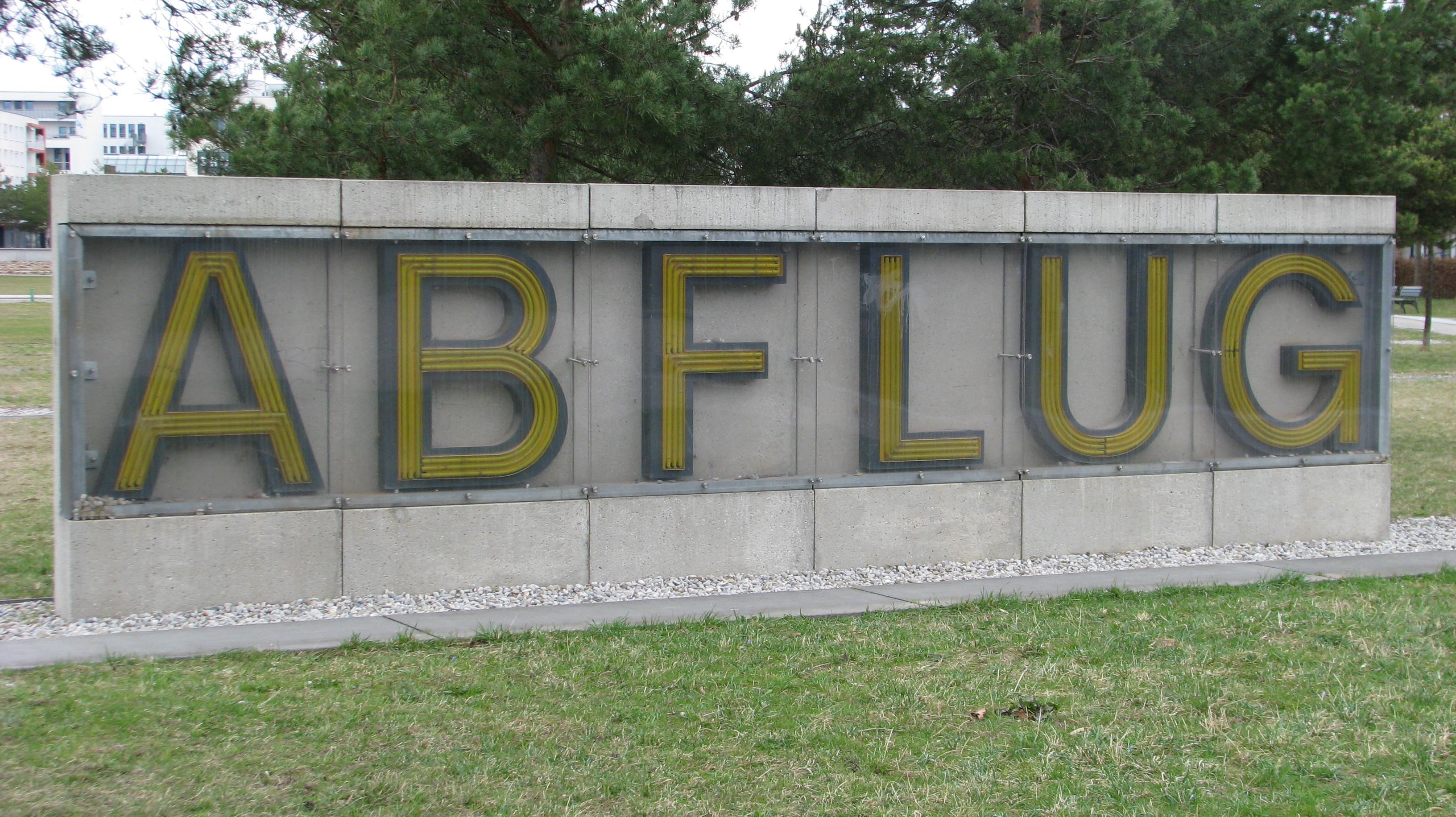
Abflugschild im Jahr 2010

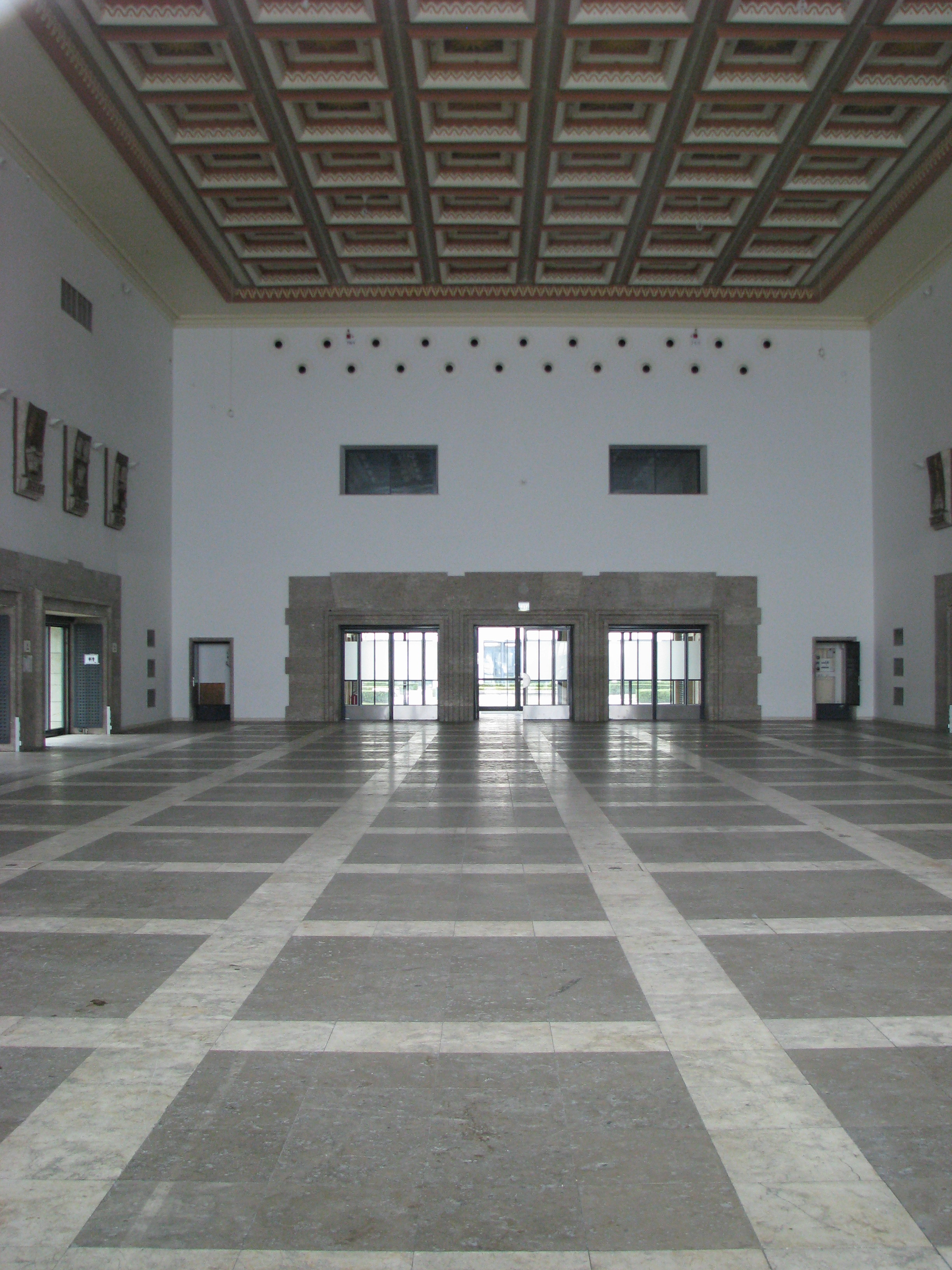
Inneres der Wappenhalle im Jahr 2010

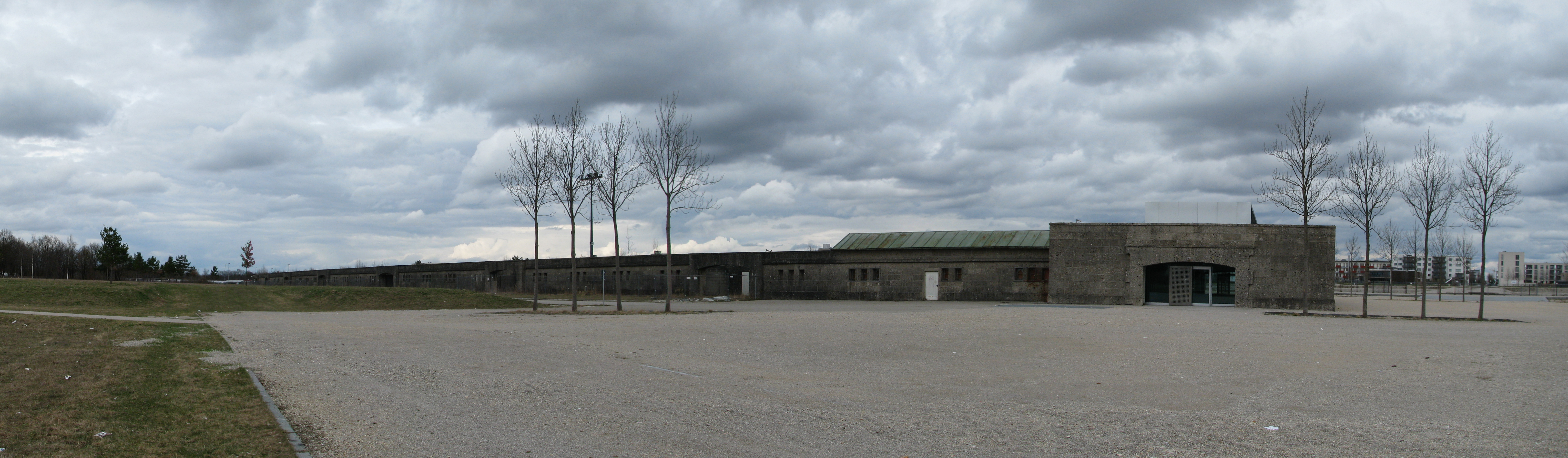
Tribüne im Jahr 2010

### Kulturzentrum
Nach Beendigung des Flugbetriebs übernahmen Wolfgang Nöth und Jürgen Birr, Theatron-Macher und ehemaliger Betreiber des Pulverturm-Clubs auf dem ehemaligen Alabama-Depot-Gelände, das Flughafengelände für die Zwischennutzung als Kulturzentrum. In den Terminalgebäuden wie Zeppelinhalle (Hit FM Hall), Charterhalle, Terminal 1 und Wappensaal wurden zahlreiche Großveranstaltungen wie Konzerte und Raves abgehalten, auf der alten Start- und Landebahn Flohmärkte. Insbesondere in der Techno- und der alternativen Rockszene war der ehemalige Flughafen Riem international bekannt.
Vom 27. bis 29. August 1993 fand auf dem ehemaligen Rollfeld das dreitägige Open-Air-Festival Rock over Germany mit vielen internationalen Stars wie Prince, Tina Turner, Rod Stewart, Chris de Burgh, Foreigner und vielen anderen Künstlern statt. Zu diesem Event kamen trotz schlechten Wetters über 185.000 Fans auf das ehemalige Flughafengelände. Anhaltender Regen hatte die Wiesen abseits der befestigten Flächen derart aufgeweicht, dass die Besucher zum Teil bis zu den Knöcheln im Matsch standen. In München waren am Wochenende Gummistiefel, Regenmäntel, Regenschirme etc. so gut wie ausverkauft.
Am 1. März 1994 fand im ehemaligen Terminal 1 das letzte Konzert der Band Nirvana statt. Am 17. Juni 1994 eröffnete in der ehemaligen Großküche des Flughafens der Techno-Club Ultraschall. Ebenfalls im Jahr 1994 fand in den Hallen des Flughafens erstmals in Deutschland der Großrave Universe Rave – Tribal Gathering statt. Im selben Jahr wurde Rock in Riem, das heutige Rock im Park, auf dem Flughafengelände veranstaltet.
Am 4. März 1995 wurden in den Hallen des Flughafens erstmals die Rave City-Veranstaltungen abgehalten. Auf diesem Großrave traten internationale DJs und Live-Acts aus verschiedenen Sparten der Techno- und Housezene auf, wie unter anderem WestBam, Sven Väth, Steve Mason, Ravers Nature, Tanith, Mark Spoon, Paul van Dyk, Aural Float, Grooverider, David Morales und Armand van Helden.
Das Kulturzentrum wurde im Sommer 1996 geschlossen und durch den Kunstpark Ost (später in Kultfabrik umbenannt) ersetzt, weil das Gelände für die Messestadt Riem benötigt wurde.

### Messestadt Riem
Die Umgestaltung des Flughafengeländes zur Messestadt Riem mit Wohn-, Büro- und Geschäftseinheiten sowie dem neuen Messegelände und Grünanlagen war eines der größten städteplanerischen Projekte der Landeshauptstadt München in den ausgehenden 1990er-Jahren und im beginnenden 21. Jahrhundert.
2005 fand auf dem ehemaligen Flughafengelände die Bundesgartenschau statt.

### Verbliebene Einrichtungen
Heute erinnern nur noch das denkmalgeschützte Towergebäude ⊙ sowie die Wappenhalle ⊙, das ehemalige Terminalgebäude, an den Flughafen. Seit Februar 2025 befindet sich vor dem ehemaligen Tower ein Gedenkort mit einer Skulptur der Künstlerin Alicja Kwade, der an einen Anschlag und eine vereitelte Entführung einer Maschine der israelischen Fluggesellschaft El Al durch eine palästinensische Terrororganisation am 10. Februar 1970 erinnert. Außerdem existiert am östlichen Ende des Riemer Parks noch ein etwa 65 mal 80 Meter großes Stück der ehemaligen Start- und Landebahn ⊙ sowie im Westen die Tribüne des Flughafens ⊙ und das Abflugschild ⊙. An den Unfall des BEA-Flugs 609 erinnert heute noch eine Gedenktafel ⊙. Ein Teil der Inneneinrichtung des Towers wie zum Beispiel Radarschirme ist heute im Deutschen Museum in der Luftfahrtabteilung zu sehen. Auf dem Stammgelände der Technischen Universität München sind zwei Fahrgastbrücken als Gebäudeübergang installiert. Die verbliebenen Teile des alten Flughafens sind über das ganze Areal der heutigen Messestadt verteilt und alle gut erreichbar, wenn auch teilweise schwer zu finden.
Im Mai 2018 wurde bekannt, dass die Verbindungsfugen zwischen dem seit Jahren leerstehenden Kopfbau und der Zuschauertribüne von Schimmel befallen sind.
Der Tower war nach dem Abriss der benachbarten Flughafengebäude etwa zwanzig Jahre lang ein freistehendes, weitgehend ungenutztes Gebäude. Anfang 2015 vereinbarten die Brainlab AG und der Münchner Projektentwickler Wöhr + Bauer die Entwicklung der brach liegenden Fläche inklusive des historischen Towers. Im November 2014 begannen Bauarbeiten sowohl für das rund 25.000 m² große Bürogebäude als auch am Tower, der unter strengen Auflagen der Denkmalschutzbehörden ertüchtigt und im Inneren modernisiert und umgestaltet wurde. Seit der Eröffnung des neuen Hauptsitzes der Brainlab AG im Juli 2017 durch die damalige Bundeskanzlerin Angela Merkel werden die verschiedenen Flächen historischer Gemäuer offiziell genutzt. Im Tower befindet sich ein Mitarbeiter-Café, zwei voll funktionsfähige Operationssäle, ein sich über zwei Stockwerke erstreckender Besprechungsraum, ein Yogazimmer, diverse Lounges, ein Nachtclub und eine Dachterrasse im 10. OG. Die Räumlichkeiten werden vornehmlich durch die Mitarbeiter der Brainlab AG selbst genutzt – an wenigen Tagen im Jahr besteht aber auch die Möglichkeit für externe Firmen, die Eventflächen im Tower zu mieten. Der Tower wird unter dem eingetragenen Markennamen The Brainlab Tower vermarktet und ist unter diesem Namen auch als Ort in diversen Kartendiensten zu finden.
Der Flughafen Riem ist heute ein Ort des Kulturgeschichtspfades Trudering-Riem.

## Zwischenfälle
- Am 22. Dezember 1956 stürzte eine Convair CV-340 der Jugoslovenski Aerotransport (Luftfahrzeugkennzeichen YU-ADA) beim Anflug auf den Flughafen etwa 7 Kilometer östlich davon nahe der Ortschaft Grub ab. Von den 30 Insassen wurden drei getötet.[29]

- Am 6. Februar 1958 verunglückte nach einem Tankstopp in München-Riem eine Airspeed AS.57 Ambassador der British European Airways (G-ALZU), die auf einem Charterflug von Belgrad auf dem Weg nach Manchester war. Die Maschine kam bei ihrem dritten Startversuch von der Startbahn ab und ging in Flammen auf. Die Hauptursache war Eis auf den Tragflächen, zusätzlich hatte Schneematsch auf der Startbahn das Erreichen der notwendigen Geschwindigkeit behindert. Dabei starben 23 der 44 Menschen an Bord, darunter acht Fußballspieler von Manchester United (siehe auch British-European-Airways-Flug 609).[30][31]

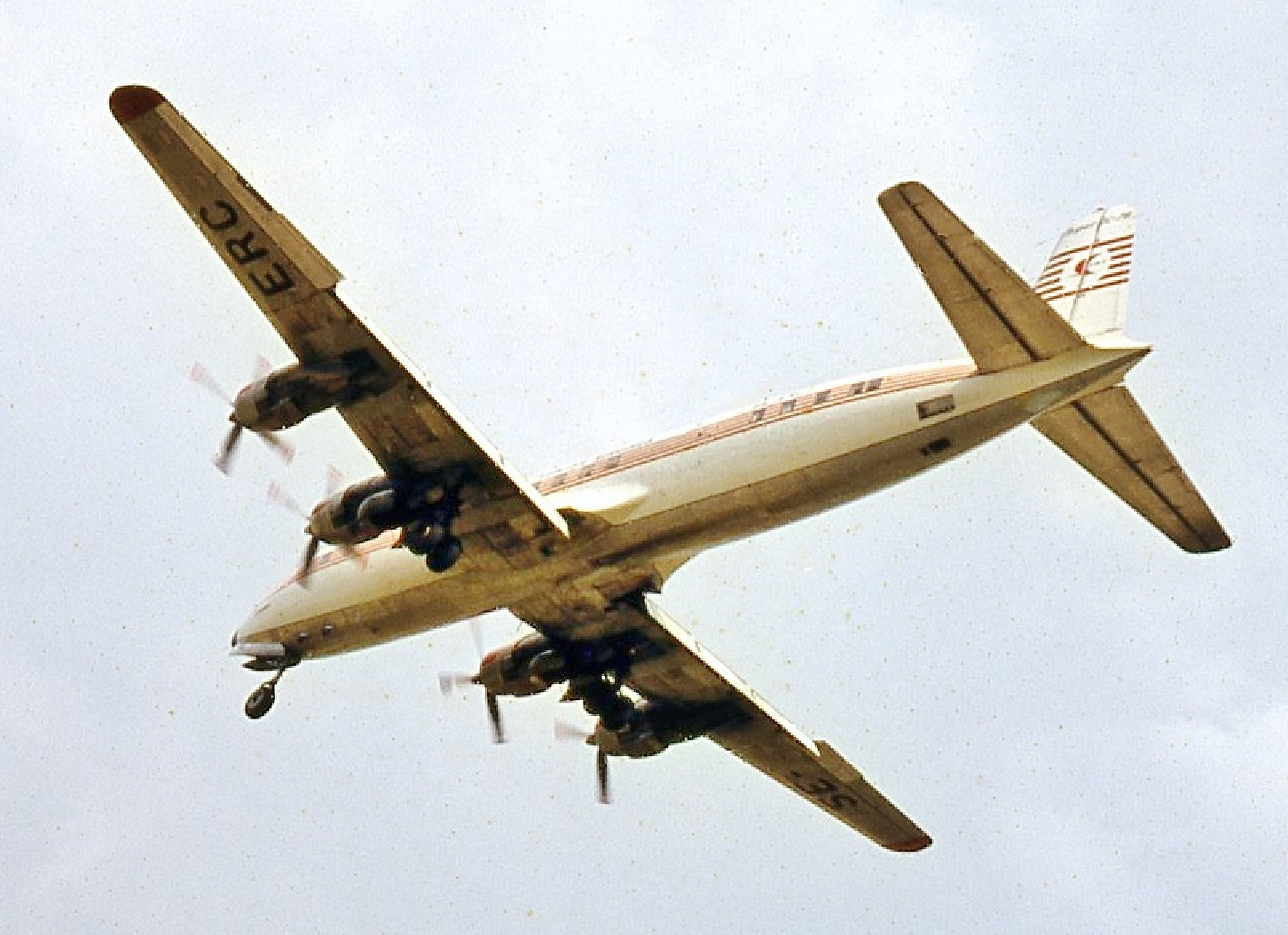
Die 1968 in München verunglückte Douglas DC-7, Frankfurt 1967

- Am 17. Dezember 1960 streifte ein US-amerikanisches Militärflugzeug des Typs Convair C-131D Samaritan der United States Air Force (55-0291), das vom Flughafen Riem gestartet war und wegen des Ausfalls eines Motors nicht schnell genug an Höhe gewinnen konnte, die Spitze des Hauptturms der Münchner Paulskirche und stürzte auf eine Straßenbahn. Die 20 Flugzeuginsassen und 32 Menschen am Boden starben (siehe auch Flugzeugunglück am 17. Dezember 1960 in München).

- Am 20. Januar 1968 brach bei einer Douglas DC-7B der Türk Hava Yollari (THY, heute Turkish Airlines) (SE-ERC) während der Landung auf dem Flughafen München-Riem das Bugfahrwerk zusammen. Die von Transair Sweden gemietete Maschine geriet von der Landebahn ab. Alle 38 Insassen (6 Besatzungsmitglieder und 32 Passagiere) blieben unverletzt. Das Flugzeug wurde irreparabel beschädigt.[32]

- Am 9. Februar 1970 kam es an einer De Havilland DH.106 Comet 4C der ägyptischen United Arab Airlines (heute Egypt Air) (SU-ALE) beim Start vom Flughafen München-Riem zum Schütteln der Maschine, wahrscheinlich durch Vereisung. Obwohl das Flugzeug schon höher als 10 Meter in der Luft war, brach der Kapitän den Start wieder ab. Zwangsläufig überrollte das Flugzeug daraufhin das Landebahnende und raste durch einen Zaun und einen Graben. Das Fahrwerk wurde abgerissen, Feuer brach aus. Dennoch überlebten alle 23 Insassen, neun Besatzungsmitglieder und 14 Passagiere, den Unfall. Das Flugzeug wurde zerstört.[33]

- Am 10. Februar 1970 kam es bei der Zwischenlandung eines El-Al-Linienflugs nach London zu einem Anschlag palästinensischer Terroristen. Die drei Terroristen drangen in den Transitraum ein, wo sich die Crew und die Passagiere aufhielten, und versuchten die Anwesenden in ihre Gewalt zu bekommen. Dabei kam es zu einem Kampf. Bevor die Terroristen von der Crew und von Passagieren überwältigt werden konnten, zündeten sie drei Handgranaten.[34] Dabei töteten sie einen israelischen Fluggast, Arie Katzenstein, der versucht hatte, mit seinem Körper die anderen vor der Granate zu schützen, und verletzten elf weitere Personen teilweise schwer.[35][36] Im September wurden die Terroristen, ohne jede gerichtliche Verfolgung in Deutschland, in den arabischen Raum abgeschoben. Vorsitzender der bayerischen Landesregierung, auch Weisungsbehörde der zuständigen Staatsanwaltschaft, war zu dieser Zeit Ministerpräsident Alfons Goppel.[37] Aus Anlass des 55. Jahrestages des Anschlags wurde durch den Münchner Oberbürgermeister Reiter unterhalb des ehemaligen Towers eine Gedenkskulptur eingeweiht, zu dem Ereignis kamen auch Nachfahren von Katzenstein. Das Werk zeigt drei stilisierte Ziffernblätter, welche die Uhrzeiten der Explosionen festhalten.[38]

- Am 31. Juli 1982 wurden bei einem Sprengstoffanschlag in einer Vorhalle zur Abfertigung von Reisenden nach Israel sieben Menschen schwer verletzt.

- Am 5. Februar 1987 wurde eine aus Dortmund kommende Swearingen Merlin IV der RFG – Regionalflug (D-IEWK) im Anflug bei schlechtem Wetter deutlich unter die vorgeschriebene Entscheidungshöhe geflogen. Bei dem sehr späten und tiefen Durchstarten kam es zu einer Bauchlandung. Nach etwa 300 m Rutschen kam die Maschine, nachdem das Hauptfahrwerk zusammengebrochen war, in einem schneebedeckten Feld gut 150 m von der Landebahn entfernt zum Stillstand. Alle 16 Insassen überlebten den Totalschaden.[39]

- Am 11. August 1987 stürzte eine Piper PA-31T Cheyenne II (D-ILRA) in der Nähe des Flughafens ab. Bei diesem Unfall starben insgesamt 9 Menschen (siehe auch Flugzeugabsturz in Trudering).

- Am 10. Februar 1991 stürzte eine Partenavia P.68C-TC Victor (D-GANS) während eines Wintergewitters am Flughafen bei dem Versuch ab, während des Landeanflugs durchzustarten. Dabei starben beide Insassen.[40][41]

## Verkehrszahlen
| Betriebsjahr | Fluggastaufkommen | Luftfracht [t] | Flugbewegungen |
| ------------ | ----------------- | -------------- | -------------- |
| 1950         | 69.044            | 1.273          | 5.332          |
| 1960         | 794.613           | 7.506          | 50.108         |
| 1970         | 3.550.929         | 31.943         | 102.907        |
| 1980         | 6.057.997         | 39.091         | 142.032        |
| 1990         | 11.423.838        | 61.221         | 191.856        |

## Flughafenrennen
Anfang der 50er Jahre war der Flughafen München-Riem bekannter Veranstaltungsort für große Motorsportveranstaltungen. Der Flugbetrieb war noch sehr überschaubar und so konnten auf einer mit Strohballen begrenzten Rennstrecke mitten auf dem Vorfeld die „Riemer-Rundstrecken-Rennen für Motorräder und Rennwagen“ ausgetragen werden. 80.000 Zuschauer verfolgten am 2./3. Mai 1951 den über 45 Runden und auf 103,5 km ausgelegten Meisterschaftslauf der „Rennwagen der Klasse Formel II bis 2000 ccm“, bei dem die Rennfahrerlegenden Hans Stuck (Grainau) und Fritz Riess (Nürnberg) mit ihren AFM-Rennwagen um die Wette fuhren.

## Flughafen München-Riem im Film
- Im Spielfilm Gruß und Kuß vom Tegernsee von 1957 tanzt Harald Juhnke auf dem Rollfeld bei der Ankunft einer Maschine. Im Hintergrund sind die Wappenhalle und das Hauptgebäude zu sehen.
- In der Serie Die seltsamen Methoden des Franz Josef Wanninger, Staffel 5, Episode 43 „Der Fremdenführer“ sind mehrere Einstellungen des Flughafens Riem zu sehen, so der Eingang zu den Sonderflügen und das Hauptgebäude mit Turm und Landebahn. Außerdem ist eine Durchsage zu hören.
- In der Serie die fünfte Kolonne, Episode 7 "Treffpunkt Wien" ist der Flughafen von der Landebahn aus, sowie mit Innenaufnahmen, zu sehen.
- In der Serie Der Nachtkurier meldet …, Episode 2 "Keine Rettung für Ma Hamid?" von 1964 fährt der Hauptcharakter, Reporter Günther Wieland (gespielt von Gig Malzacher), vor den Flughafen vor und läuft durch die Ankunftshalle aufs Rollfeld. Zu sehen sind dabei die Passkontrolle, eine Wartehalle mit niedrigen Sesseln und Wandgrafiken, sowie eine Stewardess, welche die Tür aufs Rollfeld aufhält.